# 24 Ore di Le Mans 1924
La 24 Ore di Le Mans 1924 è stata la 2ª maratona automobilistica svoltasi sul Circuit de la Sarthe di Le Mans, in Francia, il 14 e il 15 giugno 1924.

## Contesto
Nel 1924, il parco partenti crebbe fino a quaranta automobili, la Bentley tuttavia era la sola casa costruttrice non francese. Le vetture inglesi anche se non schierate ufficialmente, disponevano di un maggiore sostegno da parte del produttore rispetto all'anno precedente.
Nel 1923, nonostante le condizioni meteorologiche poco clementi, 30 delle 33 vetture partecipanti erano riuscite a terminare la gara; nel 1924 invece solo 18 delle 39 automobili al via, riuscirono a finire la corsa, probabilmente a causa del gran caldo sofferto durante le ore diurne.
Per la prima volta la gara è stata collocata a ridosso del solstizio d'estate, per beneficiare di più ore di luce, da allora per consuetudine questa manifestazione, salvo pochissime eccezioni, come il 2020 a causa della pandemia di Covid 19, si tiene sempre in questo periodo dell'anno.

## Gara
Il nuovo regolamento imponeva alle vetture di fermarsi ogni 5 giri, per alzare la cappotta in tela e di compiere almeno due giri in questa configurazione "chiusa". I motori delle vetture potevano essere accesi solo tramite avviamento elettrico. A ciascuna automobile sono state consentite un massimo di sei ruote (quattro montate sull'auto e due di scorta), anche se più pneumatici o cerchi potevano essere trasportati a bordo. Le auto dovevano coprire almeno 20 giri del circuito tra un rifornimento e l'altro di carburante, olio o acqua.
Più di una volta la Bentley numero 8 ha rischiato di non terminare la corsa, ma alla fine ha vinto con 1 giro di vantaggio sui secondi classificati, mentre il vincitore del 1923 Lagache, dopo aver stabilito il record sul giro con la Chenard & Walcker portandolo a 9 minuti e 19 secondi, è stato costretto al ritiro all'imbrunire quando la sua vettura ha preso fuoco sull'Hunaudières.

## Classifica finale
- I vincitori di ogni classe sono scritti in grassetto e ombreggiati di giallo.

| Pos.   | Classe | N° | Squadra                                                       | Piloti                                 | Vettura                         | Motore                    | Giri |
| ------ | ------ | -- | ------------------------------------------------------------- | -------------------------------------- | ------------------------------- | ------------------------- | ---- |
| 1      | 3.0    | 8  | Duff & Aldington                                              | John Duff Frank Clement                | Bentley 3 Litre Sport           | Bentley 3.0L I4           | 120  |
| 2      | 5.0    | 6  | Squadra senza nome                                            | Henri Stoffel Éduoard Brisson          | Lorraine-Dietrich B3-6          | Lorraine-Dietrich 3.5L I6 | 119  |
| 3      | 5.0    | 5  | Squadra senza nome                                            | Gérard de Courcelles André Rossignol   | Lorraine-Dietrich B3-6          | Lorraine-Dietrich 3.5L I6 | 119  |
| 4      | 2.0    | 31 | Squadra senza nome                                            | André Pisard "Chavée"                  | Chenard & Walcker               | Chenard & Walcker 2.0L I4 | 111  |
| 5      | 2.0    | 30 | Squadra senza nome                                            | Christian Dauvergne Manso de Zuñiga    | Chenard & Walcker               | Chenard & Walcker 2.0L I4 | 108  |
| 6      | 2.0    | 17 | Squadra senza nome                                            | Gaston Delalande Georges Guignard      | Rolland-Pilain C23              | Rolland-Pilain 2.0L I4    | 106  |
| 7      | 3.0    | 15 | Squadra senza nome                                            | Eugéne Verpault Marcel Delabarre       | Brasier TB4                     | Brasier 2.1L I4           | 106  |
| 8      | 3.0    | 16 | Squadra senza nome                                            | "Migeot" Léopold Jougoet               | Brasier TB4                     | Brasier 2.1L I4           | 104  |
| 9      | 2.0    | 19 | Squadra senza nome                                            | Louis Sire Louis Tremel                | Rolland-Pilain C23              | Rolland-Pilain 2.0L I4    | 104  |
| 10     | 2.0    | 28 | Squadra senza nome                                            | Raymond de Tornaco Francis Barthelemy  | Bignan                          | Bignan 2.0L I4            | 102  |
| 11     | 1.1    | 51 | Squadra senza nome                                            | Fernand Gabriel Henri Lapierre         | Ariés 8-10 CV                   | Ariés 1.1L I4             | 91   |
| 12     | 1.1    | 46 | Société des Automobiles a Refroidissements par Air (S.A.R.A.) | André Marandet Louis Francois          | S.A.R.A.                        | S.A.R.A. 1.1L I4          | 89   |
| 13     | 1.1    | 50 | Squadra senza nome                                            | Louis Rigal Roger Delano               | Ariés 8-10 CV                   | Ariés 1.1L I4             | 89   |
| 14     | 1.1    | 52 | Squadra senza nome                                            | Maurice Boutmy Jérôme Marcandanti      | Amilcar CS                      | Amilcar 1.0L I4           | 87   |
| 15 NC  | 1.5    | 38 | Squadra senza nome                                            | Pierre Bacqueyrisses Georges Delaroche | Chenard & Walcker               | Chenard & Walcker 1.5L I4 | ?    |
| 16 NC  | 1.5    | 40 | Squadra senza nome                                            | Raoul Roret Bruno Calise               | Alba                            | Alba 1.5L I4              | ?    |
| 17 ABD | 5.0    | 4  | Squadra senza nome                                            | Robert Bloch "Stalter"                 | Lorraine-Dietrich B3-6          | Lorraine-Dietrich 3.5L I6 | 112  |
| 18 ABD | 2.0    | 29 | Squadra senza nome                                            | René Marie Henri Springuel             | Bignan                          | Bignan 2.0L I4            | 88   |
| 19 ABD | 1.5    | 37 | Squadra senza nome                                            | Raymond Glaszmann Robert Sénéchal      | Chenard & Walcker               | Chenard & Walcker 1.5L I4 | 83   |
| 20 ABD | 1.1    | 45 | Société des Automobiles a Refroidissements par Air (S.A.R.A.) | Lucien Erb Léon Fabert                 | S.A.R.A. ATS                    | S.A.R.A. 1.1L I4          | 82   |
| 21 ABD | 1.1    | 47 | Société des Automobiles a Refroidissements par Air (S.A.R.A.) | Jules de Ségovia "Alcain"              | S.A.R.A. ATS                    | S.A.R.A. 1.1L I4          | 80   |
| 22 ABD | 3.0    | 7  | Squadra senza nome                                            | Charles Flohot Robert Laly             | Ariés 3-Litre                   | Ariés 3.0L I4             | 64   |
| 23 ABD | 2.0    | 20 | Squadra senza nome                                            | Gérard Marinie Antoine Dubreil         | Rolland-Pilain C23              | Rolland-Pilain 2.0L I4    | 60   |
| 24 ABD | 2.0    | 32 | Squadra senza nome                                            | Louis Henry Jean Vaurez                | G.R.P.                          | G.R.P. 1.7L I4            | 59   |
| 25 ABD | 1.5    | 43 | Squadra senza nome                                            | Charles Drouin Louis Balart            | Corre La Licorne                | Corre 1.5L I4             | 58   |
| 26 ABD | 2.0    | 27 | Squadra senza nome                                            | Jean Dourianou Pierre Malleveau        | Georges Irat 4A/3               | Georges Irat 2.0L I4      | 42   |
| 27 ABD | 2.0    | 23 | Squadra senza nome                                            | Charles Montier Albert Ouriou          | Montier Spéciale (Ford Model T) | Montier 2.0L I4           | 40   |
| 28 ABD | 5.0    | 3  | Squadra senza nome                                            | André Lagache René Léonard             | Chenard & Walcker               | Chenard & Walcker 3.9L I8 | 26   |
| 29 ABD | 1.1    | 49 | Squadra senza nome                                            | Charles Follot Fernand Casellini       | Majola                          | Majola 1.1L I4            | 22   |
| 30 ABD | 2.0    | 18 | Squadra senza nome                                            | Jean de Marguenat René Gaudin          | Rolland-Pilain C23              | Rolland-Pilain 2.0L I4    | 18   |
| 31 ABD | 1.1    | 48 | Squadra senza nome                                            | André Morel Marius Mestivier           | Amilcar CGS                     | Amilcar 1.1L I4           | 13   |
| 32 ABD | 1.5    | 33 | Squadra senza nome                                            | Louis Chenard E. Chenard               | Louis Chenard                   | Louis Chenard 1.5L I4     | 13   |
| 33 ABD | 2.0    | 25 | Squadra senza nome                                            | Marcel Mongin Roland Coty              | Oméga Six                       | Oméga 2.0L I6             | 11   |
| 34 ABD | 3.0    | 11 | Squadra senza nome                                            | Jérôme Le Dure Jean Matthys            | Bignan                          | Bignan 3.0L I6            | 10   |
| 35 ABD | 2.0    | 24 | Squadra senza nome                                            | Jacques Margueritte Louis Bonne        | Oméga Six                       | Oméga 2.0L I6             | 9    |
| 36 ABD | 3.0    | 10 | Squadra senza nome                                            | Jean Martin Philippe de Marne          | Bignan                          | Bignan 3.0L I6            | 8    |
| 37 ABD | 3.0    | 9  | Squadra senza nome                                            | Raoul Bachmann Fernand Bachmann        | Chenard & Walcker Sport         | Chenard & Walcker 3.0L I4 | 6    |
| 38 ABD | 1.5    | 44 | Squadra senza nome                                            | Joseph Paul Fernand Vallon             | Corre La Licorne                | Corre 1.5L I4             | 5    |
| 39 ABD | 1.5    | 42 | Squadra senza nome                                            | Albert Colomb W. Lestienne             | Corre La Licorne                | Corre 1.5L I4             | 3    |

Leggenda:
- ABD=Abbandono - NC=Non classificata
- La numero 38 Chenard & Walcker e la numero 40 A.L.B.A. non sono state classificate per distanza percorsa insufficiente (rispettivamente 84 giri percorsi sui 93 e 78 giri sui 92 richiesti nelle loro classi di cilindrata).

## Statistiche
- Giro più veloce: André Lagache su numero 3 Chenard & Walcker - André Lagache/René Léonard in 9 minuti e 19 secondi.
- Distanza percorsa: 2 077,340 km
- Velocità media: 86,555 km/h